# راستینگتون
راستینگتون (به انگلیسی: Rustington) یک روستا و محله مدنی در بریتانیا است که در Arun واقع شده‌است. راستینگتون ۳٫۷۲ کیلومتر مربع مساحت و ۱۳٬۸۸۳ نفر جمعیت دارد.

## خواهرخوانده
شهرهای Künzell و لس‌آلتوس خواهرخوانده‌های راستینگتون هستند.